# Sharp Nintendo Television
A Sharp Nintendo Television, vagy ahogy Japánban ismert My Computer TV C1 (マイコンピュータテレビC1; Hepburn: Mai Konpyuta Terebi C1) a Sharp Corporation által gyártott televízió hivatalosan licencelt, beépített Nintendo Entertainment System otthoni videójáték-konzollal. A készülék eredetileg 1983-ban jelent meg Japánban, míg az Amerikai Egyesült Államokban 1989-ben. A C1-ről közismert, hogy a jó minőségű képernyőmentéseket biztosított a kor videójáték-magazinjai számára, mivel valamivel jobb képet nyújtott, mint ha egy Family Computert vagy egy Nintendo Entertainment Systemet egy különálló televízióhoz csatlakoztatnánk. A koncepciót Japánban a Super Famicom-alapú SF1 követte 1990-ben.

## Áttekintés
A C1 televíziókészülék, melyet a Sharp Corporation és a Nintendo közösen fejlesztett ki, s melyben egy beépített Nintendo Entertainment System (vagy Famicom) otthoni videójáték-konzol is helyet kapott. A rendszert a Nintendo hivatalos licence alatt jelentették meg 1983-ban a japán, illetve 1989-ben az amerikai piacon. A készüléket Japánban 1989-ig, míg az Amerikai Egyesült Államokban 1995-ig támogatták. A rendszerről közismert volt, hogy tisztább képminőséget biztosít, mint a Famicom RF modulátoron keresztül átvezetett kompozit videojellel elért legjobb minősége. A rendszer a 2C03 képfeldolgozó egységet (PPU) használta, mely natív RGB-kimenetet biztosított a lehető legjobb képminőség elérése érdekében, ami viszont kompatibilitási problémákat és színkorlátozásokat okozott néhány játéknál. A jobb képminőség miatt a kor videójáték-magazinjaiban közzétett képernyőmentéseket gyakran a C1 segítségével készítették el.
A rendszerben JR Graphic és TV Note néven két beépített program is helyet kapott, illetve Japánban a televízió mellé egy a Donkey Kong Jr. és a Donkey Kong Jr. Math lebutított változatait tartalmazó ROM-kazettát is csomagoltak. A C1 megjelenésekor a kazetta kizárólag a televízióval együtt volt kapható, és ez volt az egyetlen hivatalosan licencelt, több játékot tartalmazó Famicom-kazetta. A második több játékot tartalmazó kazettát, a Final Fantasy I & II-t 1994-ben, a Famicom életciklusának végén jelentették meg.
Amikor a készüléket 1989-ben megjelentették az Egyesült Államokban a Nintendo és a Sharp úgy döntött, hogy a 2C02 hagyományos kompozit kimenetre képes képfeldolgozó egységgel szerelik azt. Ugyan ezzel a képminőség nem volt olyan éles, mint a japán C–1 esetében, azonban ezzel megkerülték a kompatibilitási problémákat. Az amerikai változat az RGB képfeldolgozó egység nélkül is jobb minőséget biztosított, mint a legtöbb otthoni videójáték-konzolos összeköttetés, mivel a rendszert közvetlen kompozit jellel kötötték a televízióhoz. A televízióban az eredeti Nintendo Entertainment Systemhez hasonlóan helyet kapott a 10NES régióvédelem chip. Ha a játék valamilyen oknál fogva nem tud betölteni, akkor az eredeti NES rendszerhez hasonlóan folyamatosan újraindítja magát, azonban a csatornajelzőn a „P” jel nem kapcsol ki és be, mint az eredeti NES bekapcsolásjelző fénye.

## Modellváltozatok
- 19C–C1F・W (19 hüvelykes, 145 000 jenes ajánlott fogyasztói ár)
- 14C–C1F・W・R (14 hüvelykes, 93 000 jenes ajánlott fogyasztói ár)
- AN–320 (billentyűzet)
- 19SV111 és 19SC111 (19 hüvelykes, a C1 Sharp Nintendo Television néven megjelentett észak-amerikai változata)[5]

Az összes modell piros és fekete színben is kapható volt.

## Fordítás
- Ez a szócikk részben vagy egészben  a   Sharp Nintendo Television című angol Wikipédia-szócikk ezen változatának fordításán alapul.  Az eredeti cikk szerkesztőit annak laptörténete sorolja fel. Ez a jelzés csupán a megfogalmazás eredetét és a szerzői jogokat jelzi, nem szolgál a cikkben szereplő információk forrásmegjelöléseként.